# Даюаньшуай

Проект погон Генералиссимуса КНР

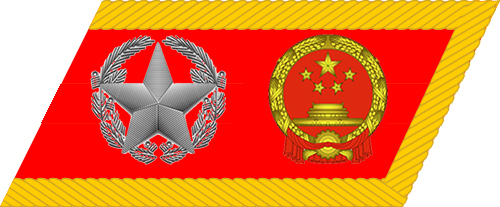
Проект петлиц Генералиссимуса КНР

Даюаньшуа́й (кит. трад. 大元帥, упр. 大元帅, пиньинь dà yuán shuài, палл. да юань шуай, буквально: «главный маршал»), также известное как Генералиссимус — высшее воинское звание в военном деле Китая.

## Китайская Республика
Первое подобное звание появилось в Китайской Республике и называлось Генералиссимус армии и флота (кит. трад. 陸海軍大元帥, упр. 陆海军大元帅, пиньинь lù hǎijūn dàyuánshuài, палл. лу хайцзюнь даюаньшуай, буквально: «главный маршал армии и флота»). Это звание носили Юань Шикай (присвоено в 1913 году), Сунь Ятсен (1917) и Чжан Цзолинь (1927). Гоминьданом это звание было заменено на звание обычного генералиссимуса (кит. трад. 特級上將, упр. 特级上将, пиньинь Tèjí shàng jiàng, палл. тецзи шанцзян, буквально: «генерал особого класса»), которое в 1935 году сам себе присвоил Чан Кайши.

## КНР
В 1955—1965 годах в «Положении о прохождении службы офицерами Народно-освободительной армии Китая» упоминалось звание Генералиссимуса КНР (кит. трад. 中華人民共和國大元帥, упр. 中华人民共和国大元帅, пиньинь Zhōnghuá rénmín gònghéguó dàyuánshuài, палл. чжунго жэньминь гунхэго даюаньшуай), о котором говорилось следующее:

Звание Генералиссимуса Китайской Народной Республики присваивается за создание национальных народных вооружённых сил и за руководство национальными народными вооружёнными силами во время революционной борьбы.
Оригинальный текст (кит.)對創建全國人民武裝力量和領導全國人民武裝力量進行革命戰爭，立有卓越功勳的最高統帥，授予中華人民共和國大元帥軍銜。

Под это определение попадал только Мао Цзэдун, однако он отказался принимать подобное звание, хотя для него специально в 1954 году сшили форму генералиссимуса на Тяньцзиньской фабрике №3522. В связи с этим звание генералиссимуса так никому и не было присвоено, а высшим де-факто оставалось звание Маршала КНР.
В 1965 году все воинские звания в КНР были упразднены и были возвращены в 1988 году, однако звание генералиссимуса не было восстановлено (высшим с 2009 года считается звание генерала).